# Diplazium centripetale
Diplazium centripetale är en majbräkenväxtart som först beskrevs av John Gilbert Baker och som fick sitt nu gällande namn av William Ralph Maxon.
Diplazium centripetale ingår i släktet Diplazium och familjen Athyriaceae. Inga underarter finns listade i Catalogue of Life.